# کالین فیلدر
کالین فیلدر (انگلیسی: Colin Fielder؛ زادهٔ ۵ ژانویهٔ ۱۹۶۴) بازیکن فوتبال اهل بریتانیا است.
از باشگاه‌هایی که در آن بازی کرده‌است می‌توان به باشگاه فوتبال یئوویل تاون، باشگاه فوتبال ووکینگ، باشگاه فوتبال سلو تاون، باشگاه فوتبال فارن‌بورو و باشگاه فوتبال آلدرشات تاون اشاره کرد.